# Smrdan
Smrdan es un pueblo del municipio de Prokuplje, Serbia. Según el censo de 2002, el pueblo tiene una población de 95 personas. 